# Euphrasia rostkoviana
L'eufràsia (Euphrasia rostkoviana o Euphrasia officinalis) és una planta herbàcia, anual i teròfita de la família de les escrofulariàcies amb distribució europea. Vulgarment s'anomena "consol d'ulls" o "ull brillant".

## Etimologia
Prové de la paraula grega "Euphrosyne" que significa alegria. Aquesta alegria s'associava amb la sensació que experimentava el malalt quan recuperava la visió.

## Ecologia
Comuna en prats de mitja muntanya fins a 2000 msnm, prefereix ambients humits i terrenys acidòfils. Floreix entre maig i setembre.

## Descripció
Planta d'uns 30 cm d'alçada, semiparàsita, d'arrel fasciculada, tija lleugerament ramificada en la part inferior, fulles senceres amb marge dentat, oposades, sèssils i amb forma ovada.
És hermafrodita, amb inflorescència racemosa. Les flors són petites, de colors variables, entre els quals els més freqüents són el blanc, blau, violeta amb unes característiques ratlles grogues o porpres. La simetria floral és zigomorfa, calze amb 4-5 sèpals, corol·la gamopètala i bilabiada. El llavi inferior està molt desenvolupar amb tres lòbuls dentats.
L'androceu conté de 2 a 5 estams però sovint 4. El gineceu és bicarpel·lar amb ovari súper.
El fruit és una càpsula dehiscent, estreta, amb forma oblonga i una vora ciliada.

## Ús remeier
En la fitoteràpia, les infusions se'n fan servir per rentar ulls lleganyosos o inflamats i per a la conjuntivitis.